# Lera Abova
 (septembre 2024).
La mise en forme du texte ne suit pas les recommandations de Wikipédia : il faut le « wikifier ».
Les points d'amélioration suivants sont les cas les plus fréquents. Le détail des points à revoir est peut-être précisé sur la page de discussion.
- Les titres sont pré-formatés par le logiciel. Ils ne sont ni en capitales, ni en gras.
- Le texte ne doit pas être écrit en capitales (les noms de famille non plus), ni en gras, ni en italique, ni en « petit »…
- Le gras n'est utilisé que pour surligner le titre de l'article dans l'introduction, une seule fois.
- L'italique est rarement utilisé : mots en langue étrangère, titres d'œuvres, noms de bateaux, etc.
- Les citations ne sont pas en italique mais en corps de texte normal. Elles sont entourées par des guillemets français : « et ».
- Les listes à puces sont à éviter, des paragraphes rédigés étant largement préférés. Les tableaux sont à réserver à la présentation de données structurées (résultats, etc.).
- Les appels de note de bas de page (petits chiffres en exposant, introduits par l'outil «  Source ») sont à placer entre la fin de phrase et le point final[comme ça].
- Les liens internes (vers d'autres articles de Wikipédia) sont à choisir avec parcimonie. Créez des liens vers des articles approfondissant le sujet. Les termes génériques sans rapport avec le sujet sont à éviter, ainsi que les répétitions de liens vers un même terme.
- Les liens externes sont à placer uniquement dans une section « Liens externes », à la fin de l'article. Ces liens sont à choisir avec parcimonie suivant les règles définies. Si un lien sert de source à l'article, son insertion dans le texte est à faire par les notes de bas de page.
- La présentation des références doit suivre les conventions bibliographiques. Il est recommandé d'utiliser les modèles {{Ouvrage}}, {{Chapitre}}, {{Article}}, {{Lien web}} et/ou {{Bibliographie}}. Le mode d'édition visuel peut mettre en forme automatiquement les références.
- Insérer une infobox (cadre d'informations à droite) n'est pas obligatoire pour parachever la mise en page.

Pour une aide détaillée, merci de consulter Aide:Wikification.
Si vous pensez que ces points ont été résolus, vous pouvez retirer ce bandeau et améliorer la mise en forme d'un autre article.
Lera Abova est une actrice et mannequin russe née le 4 novembre 1992. Elle travaille pour de multiples agences de mannequins, notamment Select Model Management, Oui Management et Fabbrica Milano Management. Dans le spin-off de Pitch Perfect, Pitch Perfect: Bumper in Berlin, elle a joué le rôle de Thea.

## Jeunesse et carrière
Abova est née le 4 novembre 1992 et a grandi dans le village de Slavgorod en Sibérie. Selon elle, le village est « tellement petit qu’il n’est pas affiché sur la carte ». À l’âge de 13 ans, elle a déménagé en Allemagne sans y connaître la langue. Pour communiquer, elle utilisait un traducteur électronique. Elle déclare avoir eu du mal à interagir avec ses camarades de classe en raison de la barrière de la langue et de sa nationalité différente. Elle aimait porter un t-shirt rose à l'effigie de Pokémon, et avait des cheveux « incroyablement longs ». Plus tard, après avoir appris l'allemand, elle a réussi à se faire de nombreux amis. Lorsqu'elle n'avait que 18 ou 19 ans, elle abandonna l'école avant ses examens finaux.
En 2016, le photographe David Sims l'approcha, ce qui a lancé sa carrière de mannequin de mode. Rapidement, plusieurs autres photographes de mode la signent, notamment Colin Dodgson et Mariano Vivanco, ainsi que des stylistes du magazine Vogue venus de nombreux pays du monde entier. Durant les deux premières années de sa carrière de mannequinat, elle a participé à de nombreuses campagnes publicitaires,,.
En 2017, Luc Besson lui confie le rôle de Maude dans son prochain film Anna, aux côtés de Sasha Luss,.
En septembre 2024, Netflix annonce qu'elle jouera le rôle de Nico Robin dans l'adaptation live-action de One Piece prévue pour 2025.

## Filmographie

### Film
- 2019 : Anne : Maude[8]
- 2025 : Exterritorial : Kira Wolkova (Irina)

### Télévision
- 2022 : Pitch Perfect: Bumper in Berlin : DJ Das Boot / Théa[9]
- 2025 : One Piece : Nico Robin[10]